# Драйвер, Сара
Са́ра Ми́ллер Дра́йвер (англ. Sara Miller Driver; род. 15 декабря 1955, Уэстфилд, Нью-Джерси, США) — американский кинорежиссёр, сценарист, актриса, продюсер и монтажёр. Одна из представителей американского независимого кинематографа.

## Биография
Сара Миллер Драйвер родилась 15 декабря 1955 года в городе Уэстфилд (Нью-Джерси) в семье Альберта Драйвера и Марты Миллер. Училась в женском колледже Рэндольфа Мэйкона в городе Линчбург (Виргиния, США). Увлекалась мифологией и мечтала стать археологом, поэтому после окончания колледжа уехала в Грецию для участия в раскопках. Там она поняла, что археологом ей не стать, но увлеклась экспериментальным искусством.
Вернувшись в 1977 году в США, поселилась в Нью-Йорке, где влилась в неформальное сообщество No Wave. Как и все остальные члены комьюнити, Драйвер работала на временных и низкооплачиваемых работах: в книжных магазинах, типографиях, копировальнях, мытье окон, — всё свободное время посвящая общению и творчеству. Именно тогда она познакомилась со своим спутником в жизни и кинематографе Джимом Джармушем.
В 1982 году получила степень магистра искусств в киношколе Нью-Йоркского университета, где позже, в 1996—1998 годах, преподавала режиссуру.

## Работы в кино
Первый опыт в кино Драйвер получила в 1980 году как актриса первого фильма Джармуша «Отпуск без конца», где сыграла эпизодическую роль. Уже через год состоялся и её режиссёрский дебют — короткометражный фильм «Ты не я» по одноимённому рассказу Пола Боулза. Фильм был снят всего за шесть дней, бюджет — 12 000 долларов, из которых 8000 ушло на звук. Фильм был показан на нескольких фестивалях и хорошо принят критикой, Cahier du cinéma назвал его одним из лучших фильмов года. Однако вскоре все его копии уничтожил пожар на складе, где хранились плёнки с записью. И лишь в 2009 году, после смерти Боулза (1999), в его архивах была обнаружена хорошо сохранившаяся копия фильма, которую Драйвер отправила автору в благодарность за разрешение на экранизацию, полученное уже после завершения съёмок. Плёнка, сейчас хранящаяся в коллекции Делавэрского университета, была отреставрирована и оцифрована, а фильм показан на Международном кинофестивале в Рейкьявике в сентябре 2010 года, а также в 2011 году на кинофестивалях в Нью-Йорке и Салониках.
Первый художественный фильм Драйвер — «Лунатик», снятый в 1986 году, — получил приз Жоржа Садуля от Французской синематеки и специальный приз на Международном кинофестивале Маннгейм — Гейдельберг, а также открывал вечер к 25-летию Международной недели критики на 39-м Каннском кинофестивале. «Лунатик» был также показан в 1987 году в Музее Современного Искусства в Нью-Йорке на фестивале «Новые режиссёры — новые фильмы» и на кинофестивале независимого кино «Сандэнс».
Её второй полнометражный фильм «Когда свиньи полетят» (1993) с Марианной Фэйтфулл и Альфредом Молина в главных ролях и музыкой Джо Страммера получил приз «Лучший фильм» на Лонг-Айлендском кинофестивале 1994 года. Это самый традиционный фильм режиссёра. Вот как его описывает кинокритик Артём Хлебников: «Большое место в фильме занимают ирландские песни, но прежде всего это первый в американском кино кайдан, японская история о призраках, только с поправкой на язык другого пространства — безымянного американского портового городка в запустении. Марти (одна из лучших ролей Альфреда Молины), спивающийся джазмен, получает в подарок старое кресло. К креслу, как оказывается, привязаны призраки людей, которые в нём умерли: например, это Лили (Марианна Фэйтфулл), бывшая хозяйка лучшего ирландского паба в округе. Лили заявляет, что её убили, и требует от Марти помочь ей покарать убийцу.
Второй и куда более печальный исток фильма — эпидемия СПИДа. За холодной цветовой палитрой, общей меланхолией и посвящением „Призракам, что идут рядом с нами“ стоит огромное количество друзей, которых Драйвер с Джармушем потеряли за короткое время. Да и место съёмок, кажется, добавило в картину своих призраков: пустые дома и улицы стремительно нищающего города в Восточной Германии (того же, где Мурнау снимал „Носферату“), да забытые в стране российские солдаты, сыгравшие привидений, которых Марти видит на улице. Это не чувствуется при первом просмотре, но в сердцевине своей фильм Драйвер — это дань уважения всему ушедшему, тихая элегия о том, что никто не исчезает в никуда».

## Фильмография
| Год  | Название                                  | Оригинальное название                                         | Роль                                                           |
| ---- | ----------------------------------------- | ------------------------------------------------------------- | -------------------------------------------------------------- |
| 1980 | Отпуск без конца                          | Permanent Vacation                                            | Актриса (медсестра), ассистент режиссёра                       |
| 1981 | Ты не я                                   | You Are Not I                                                 | Режиссёр, сценарист, продюсер                                  |
| 1984 | Более странно, чем в раю                  | Stranger Than Paradise                                        | Актриса (девушка в шляпе), продюсер, директор съёмочной группы |
| 1986 | Лунатик                                   | Sleepwalk                                                     | Режиссёр, сценарист, продюсер                                  |
| 1986 | Вне закона                                | Down by Law                                                   | В титрах: «Production Troubleshooter»                          |
| 1989 | Таинственный поезд                        | Mystery Train                                                 | Актриса (служащая аэропорта)                                   |
| 1989 | Ищейки с Бродвея                          | Bloodhounds of Broadway                                       | Актриса (Иветт)                                                |
| 1990 | Монстры (сериал). Серия «Кровать и кабан» | Monsters                                                      | Режиссёр, актриса (мама)                                       |
| 1991 | Сохраните его для себя                    | Keep It for Yourself                                          | Актриса                                                        |
| 1991 | Ночь на Земле                             | Night on Earth                                                | В титрах: «Uncredited crew member»                             |
| 1993 | Когда свиньи полетят                      | When Pigs Fly                                                 | Режиссёр, сценарист                                            |
| 1994 | Бауэри поздней весной 1994 года           | The Bowery: Late Spring 1994                                  | Режиссёр, актриса (камео)                                      |
| 1999 | Пёс-призрак: Путь самурая                 | Ghost Dog: The Way of the Samurai                             | В титрах: «Story Consultant»                                   |
| 2005 | Сломанные цветы                           | Broken Flowers                                                | В титрах: «Idea inspired from»                                 |
| 2010 | Пустой город                              | Blank City                                                    | Актриса (камео)                                                |
| 2013 | Выживут только любовники                  | Only Lovers Left Alive                                        | В титрах: «Instigation and inspiration»                        |
| 2016 | Дядя Говард                               | Uncle Howard                                                  | Актриса (камео)                                                |
| 2017 | Баския: Взрыв реальности                  | Boom for Real: The Late Teenage Years of Jean-Michel Basquiat | Режиссёр, продюсер                                             |
| 2019 | Мёртвые не умирают                        | The Dead Don’t Die                                            | Актриса (зомби-кофеманка)                                      |